# Pandivirilia constricta
Pandivirilia constricta är en tvåvingeart som beskrevs av Webb 2003. Pandivirilia constricta ingår i släktet Pandivirilia och familjen stilettflugor.
Artens utbredningsområde är Kalifornien. Inga underarter finns listade i Catalogue of Life.